# Jamar Wilson
Jamar Wilson (Bronx, Nueva York,  22 de febrero de 1984) es un jugador de baloncesto estadounidense con nacionalidad finlandesa que pertenece a la plantilla del Joensuun Kataja de la Korisliiga finlandesa. Con 1,85 metros de estatura, juega en la posición de base.

## Trayectoria deportiva
Es un jugador formado en los Albany Great Danes, tras acabar su periplo universitario en 2007, el jugador da el salto a Europa para jugar en diversos equipos. Jugaría en las ligas de Bélgica, Turquía, Finlandia, 4 temporadas en Australia y una en Francia. 
El base llega en 2015 para jugar en el Rouen francés y con el que promedió 9.5 puntos por encuentro en los ocho partidos que jugó. Más tarde, jugaría el Eurobasket con la selección de Finlandia.
En verano de 2015, fichó por el Partizan de Belgrado.